# Ischnocentrum
Ischnocentrum é um género botânico pertencente à família das orquídeas (Orchidaceae).